# Wapen van De Friese Meren

Het wapen van de gemeente De Friese Meren

Het wapen van De Friese Meren is in 2015 aan de Friese fusiegemeente De Friese Meren (Fries: De Fryske Marren) toegekend. De gemeente is op 1 januari 2014 ontstaan uit de gemeenten Boornsterhem, Gaasterland-Sloten, Lemsterland en Skarsterlân.

## Blazoenering
De officiële beschrijving van het wapen luidt als volgt:
Golvend doorsneden; I in goud een springende haas van keel; II in azuur een rijksappel van goud. Het schild bedekt met een gouden kroon van drie bladeren en tweemaal drie parels.
Het wapen is gedeeld, het eerste deel is goud met daarop een rode springende (rennende) haas. Het tweede deel is in rijkskleuren: blauw met daarop een gouden voorstelling, en toont een rijksappel. Op het schild staat een oude Franse markiezenkroon.

## Geschiedenis
Het wapen is gebaseerd op wapens van voorgaande gemeenten. In het wapen komen de haas van de gemeenten Gaasterland-Sloten en Haskerland en de rijksappel van Lemsterland en Doniawerstal. De herkomst van de rijksappels is niet duidelijk, maar men vermoedt dat het afkomstig is van het wapen van een grietman die over beide gebieden heeft geregeerd. De herkomst van de haas bij Haskerland is wel duidelijk: aldaar betrof het een sprekend wapenstuk omdat een haske een haas is. De haas van Gaasterland-Sloten is van onbekende herkomst.
Naast de elementen komen ook de kleuren uit de wapens van de drie belangrijkste voorgaande gemeenten, Boornsterhem is gedeeltelijk in de gemeente De Friese Meren opgegaan. Alleen het zilver uit het wapen van Lemsterland is niet teruggekomen. De kleuren en de haas komen ook terug in de vlag van De Friese Meren.
De golvende scheidingslijn staat symbool voor het waterrijke karakter van de gemeente.

## Vergelijkbare wapens

Het wapen van Gaasterland-Sloten
Het wapen van Lemsterland
Het wapen van Skarsterlân
Het wapen van Doniawerstal
Het wapen van Haskerland
Het wapen van Gaasterland